# Henri Laaksonen
Henri Joona Julius Laaksonen (Lohja, 31 de março de 1992) é um tenista profissional suíço.